# Porogadus silus
Porogadus silus är en fiskart som beskrevs av Carter och Sulak, 1984. Porogadus silus ingår i släktet Porogadus och familjen Ophidiidae. Inga underarter finns listade i Catalogue of Life.